# Campeonato Femenino Sub-20 de la Concacaf
El campeonato femenino sub-20 de la Concacaf es el torneo que decide que equipos representaran a la Concacaf en la Copa Mundial Femenina de Fútbol Sub-20. La formato de eliminación directa para el campeonato femenino sub-20 de la Concacaf de 2020 cambio sustancialmente con respecto a las ediciones anteriores del torneo siendo ampliado a un total de 20 equipos, compitiendo 10 equipos de la región Caribe, 6 de la región centro, 3 de la región norte y uno perteneciente a Sudamérica.

## Historia
Originalmente era un torneo sub-19 en los años 2002 y 2004. Tres países se clasifican para la Copa Mundial sub-20. En el año 2002 no hubo campeón, sólo se jugó la fase de grupos con los dos primeros lugares para pasar directamente a la Copa Mundial.

## Campeonatos
| Año          | Sede                 |                | Campeón                | Final Resultado | Segundo lugar  |                        | Tercer lugar         | Resultado | Cuarto lugar |
| 2002 Detalle | Trinidad y Tobago    |                | Sin campeón            |                 |                | Sin tercer lugar       |                      |           |              |
| 2004 Detalle | Canadá               | Canadá         | 2:1 (t.s.)             | Estados Unidos  | Costa Rica     | 4:3                    | México               |           |              |
| 2006 Detalle | México               | Estados Unidos | 3:2                    | Canadá          | México         | 4:1                    | Jamaica              |           |              |
| 2008 Detalle | México               | Canadá         | 1:0                    | Estados Unidos  | México         | 2:2 (t.s.) 3:2 penales | Costa Rica           |           |              |
| 2010 Detalle | Guatemala            | Estados Unidos | 1:0                    | México          | Costa Rica     | 1:0                    | Canadá               |           |              |
| 2012 Detalle | Panamá               | Estados Unidos | 2:1                    | Canadá          | México         | 5:0                    | Panamá               |           |              |
| 2014 Detalle | Islas Caimán         | Estados Unidos | 4:0                    | México          | Costa Rica     | 7:3 (t.s.)             | Trinidad y Tobago    |           |              |
| 2015 Detalle | Honduras             | Estados Unidos | 1:0                    | Canadá          | México         | 2:0                    | Honduras             |           |              |
| 2018 Detalle | Trinidad y Tobago    | México         | 1:1 (t.s.) 4:2 penales | Estados Unidos  | Haití          | 1:0                    | Canadá               |           |              |
| 2020 Detalle | República Dominicana | Estados Unidos | 4:1                    | México          | Haití          | y                      | República Dominicana |           |              |
| 2022 Detalle | República Dominicana | Estados Unidos | 2:0                    | México          | Canadá         | 2:0                    | Puerto Rico          |           |              |
| 2023 Detalle | República Dominicana | México         | 2:1                    | Estados Unidos  | Canadá         | 5:3 (t.s.)             | Costa Rica           |           |              |
| 2025 Detalle | Costa Rica           | Canadá         | 3:2 (t.s.)             | México          | Estados Unidos | y                      | Costa Rica           |           |              |

## Palmarés
| Equipo         | Campeón                                      | Subcampeón                       | Tercer lugar               |
| -------------- | -------------------------------------------- | -------------------------------- | -------------------------- |
| Estados Unidos | 7 (2006, 2010, 2012, 2014, 2015, 2020, 2022) | 4 (2004, 2008, 2018, 2023)       | SF (2025)                  |
| Canadá         | 3 (2004, 2008, 2025)                         | 3 (2006, 2012, 2015)             | 2 (2022, 2023)             |
| México         | 2 (2018, 2023)                               | 5 (2010, 2014, 2020, 2022, 2025) | 4 (2006, 2008, 2012, 2015) |
| Costa Rica     |                                              |                                  | 3 (2004, 2010, 2014)       |
| Haití          |                                              |                                  | 2 (2018), SF (2020)        |

- En el año 2002 no hubo campeón.

## Tabla estadística
|      | Equipo               | PT | Resultados | Resultados | Resultados | Resultados | Resultados | Resultados | Resultados | Resultados |
| Pts. | Equipo               | PT | PJ         | PG         | PE         | PP         | GF         | GC         | Dif.       |            |
| ---- | -------------------- | -- | ---------- | ---------- | ---------- | ---------- | ---------- | ---------- | ---------- | ---------- |
| 1.°  | Estados Unidos       | 9  | 115        | 43         | 37         | 4          | 2          | 203        | 18         | +185       |
| 2.°  | Canadá               | 7  | 87         | 35         | 27         | 2          | 6          | 96         | 20         | +76        |
| 3.°  | México               | 9  | 78         | 43         | 24         | 6          | 13         | 120        | 54         | +66        |
| 4.°  | Costa Rica           | 6  | 42         | 26         | 13         | 3          | 10         | 63         | 62         | +1         |
| 5.°  | Trinidad y Tobago    | 8  | 22         | 26         | 7          | 1          | 18         | 34         | 85         | -51        |
| 6.°  | Jamaica              | 9  | 19         | 29         | 4          | 7          | 18         | 41         | 69         | -28        |
| 7.°  | Haití                | 4  | 17         | 14         | 5          | 2          | 7          | 13         | 47         | -34        |
| 8.°  | Panamá               | 5  | 11         | 17         | 3          | 2          | 12         | 16         | 68         | -52        |
| 9.°  | Guatemala            | 3  | 7          | 9          | 2          | 1          | 6          | 10         | 28         | -18        |
| 10.° | Honduras             | 2  | 7          | 8          | 2          | 1          | 5          | 7          | 25         | -18        |
| 11.° | El Salvador          | 1  | 3          | 3          | 1          | 0          | 2          | 4          | 8          | -4         |
| 12.° | Nicaragua            | 2  | 1          | 6          | 0          | 1          | 5          | 4          | 17         | -13        |
| 13.° | Islas Caimán         | 1  | 0          | 3          | 0          | 0          | 3          | 0          | 13         | -13        |
| 14.° | República Dominicana | 1  | 0          | 3          | 0          | 0          | 3          | 1          | 27         | -26        |
| 15.° | Surinam              | 2  | 0          | 6          | 0          | 0          | 6          | 2          | 37         | -35        |
| 16.° | Cuba                 | 3  | 0          | 9          | 0          | 0          | 9          | 6          | 42         | -36        |

## Clasificación en cada Mundial Femenino Sub-20 por Selección
| Selección / Mundial          | 2002  | 2004 | 2006 | 2008 | 2010 | 2012 | 2014  | 2016 | 2018 | 2022  | 2024 | Total Participaciones |
| ---------------------------- | ----- | ---- | ---- | ---- | ---- | ---- | ----- | ---- | ---- | ----- | ---- | --------------------- |
| Estados Unidos               | Si    | Si   | Si   | Si   | Si   | Si   | Si    | Si   | Si   | Si    | Si   | 11                    |
| México                       | Si    | No   | Si   | Si   | Si   | Si   | Si    | Si   | Si   | Si    | Si   | 10                    |
| Canadá                       | Si-AN | Si   | Si   | Si   | No   | Si   | Si-AN | Si   | No   | Si    | Si   | 9                     |
| Costa Rica                   | No    | No   | No   | No   | Si   | No   | Si    | No   | No   | SI-AN | Si   | 4                     |
| Haití                        | No    | No   | No   | No   | No   | No   | No    | No   | Si   | No    | No   | 1                     |
| Clasificados / Cupos Mundial | 3/12  | 2/12 | 3/16 | 3/16 | 3/16 | 3/16 | 4/16  | 3/16 | 3/16 | 4/16  | 4/24 |                       |

| Cupos de Clasificatorias                            | Cupos Especiales                    |
| --------------------------------------------------- | ----------------------------------- |
| Si: Clasificación Exitosa No: Clasificación Fallida | AN: Cupo para Anfitrión del Mundial |

## Cuadro de participaciones
| Selección              | 2002 | 2004 | 2006 | 2008 | 2010 | 2012 | 2014 | 2015 | 2018 | 2020 | 2022 | 2023 | 2025 | Part. |
| ---------------------- | ---- | ---- | ---- | ---- | ---- | ---- | ---- | ---- | ---- | ---- | ---- | ---- | ---- | ----- |
| Barbados               | --   | --   | --   | --   | --   | --   | --   | --   | --   | OF*  | --   | --   | --   | 1     |
| Bermudas               | --   | --   | --   | --   | --   | --   | --   | --   | --   | OF*  | OF*  | --   | --   | 2     |
| Canadá                 | --   | 1°   | 2°   | 1°   | 4°   | 2°   | --   | 2°   | 4°   | CF   | 3°   | 3°   | 1°   | 11    |
| Costa Rica             | FG   | 3°   | --   | 4°   | 3°   | --   | 3°   | --   | FG   | --   | --   | 4°   | SF   | 8     |
| Cuba                   | --   | --   | --   | FG   | FG   | FG   | --   | --   | --   | OF   | FG   | --   | --   | 5     |
| Curazao                | --   | --   | --   | --   | --   | --   | --   | --   | --   | --   | OF*  | --   | --   | 1     |
| El Salvador            | --   | --   | FG   | --   | --   | --   | --   | --   | --   | OF   | CF   | --   | --   | 3     |
| Estados Unidos         | G    | 2°   | 1°   | 2°   | 1°   | 1°   | 1°   | 1°   | 2°   | 1°   | 1°   | 2°   | SF   | 13    |
| Granada                | --   | --   | --   | --   | --   | --   | --   | --   | --   | OF*  | --   | --   | --   | 1     |
| Guatemala              | --   | --   | --   | --   | FG   | FG   | FG   | --   | --   | FG   | CF   | --   | --   | 5     |
| Guyana                 | --   | --   | --   | --   | --   | --   | --   | --   | --   | CF   | OF   | --   | FG   | 3     |
| Haití                  | FG   | --   | --   | --   | --   | FG   | --   | FG   | 3°   | SF   | CF   | --   | --   | 6     |
| Honduras               | --   | --   | --   | --   | --   | --   | FG   | 4°   | --   | FG   | FG   | --   | --   | 4     |
| Islas Caimán           | --   | --   | --   | --   | --   | --   | FG   | --   | --   | OF   | OF*  | --   | --   | 3     |
| Jamaica                | FG   | FG   | 4°   | FG   | FG   | FG   | FG   | FG   | FG   | CF   | OF   | FG   | --   | 12    |
| México                 | G    | 4°   | 3°   | 3°   | 2°   | 3°   | 2°   | 3°   | 1°   | 2°   | 2°   | 1°   | 2°   | 13    |
| Nicaragua              | --   | --   | --   | FG   | --   | --   | --   | --   | FG   | FG   | FG   | --   | FG   | 5     |
| Panamá                 | FG   | FG   | FG   | --   | --   | 4°   | --   | FG   | --   | --   | CF   | FG   | FG   | 8     |
| Puerto Rico            | --   | --   | --   | --   | --   | --   | --   | --   | --   | OF   | 4°   | FG   | FG   | 4     |
| República Dominicana   | --   | FG   | --   | --   | --   | --   | --   | --   | --   | SF   | OF   | FG   | --   | 4     |
| Santa Lucía            | --   | --   | --   | --   | --   | --   | --   | --   | --   | OF*  | --   | --   | --   | 1     |
| San Cristóbal y Nieves | --   | --   | --   | --   | --   | --   | --   | --   | --   | FG   | OF   | --   | --   | 2     |
| Surinam                | FG   | --   | FG   | --   | --   | --   | --   | --   | --   | --   | OF*  | --   | --   | 3     |
| Trinidad y Tobago      | FG   | FG   | FG   | FG   | FG   | --   | 4°   | FG   | FG   | CF   | FG   | --   | --   | 10    |

| 1º  | Campeón                                         |
| 2º  | Subcampeón                                      |
| 3º  | Tercer lugar                                    |
| 4º  | Cuarto lugar                                    |
| CF  | Cuartos de final                                |
| OF  | Octavos de final                                |
| FG  | Fase de grupos                                  |
| --  | Sin participación                               |
| G   | Ganador de grupo (clasifica a la Copa Mundial). |
| SF  | Semifinalista                                   |
| OF* | Octavos de final (desde fase preliminar)        |

## Premios

### Goleadoras (Bota de Oro)
| Edición                   | Goleadora                                     | Goles |
| ------------------------- | --------------------------------------------- | ----- |
| Trinidad & Tobago 2002    | Kelly Wilson                                  | 9     |
| Canadá 2004               | Kerri Hanks                                   | 10    |
| México 2006               | Charlyn Corral                                | 8     |
| México 2008               | Shakira Duncan Michelle Enyeart Kelley O'Hara | 6     |
| Guatemala 2010            | Sydney Leroux                                 | 6     |
| Panamá 2012               | Natalia Gómez-Junco                           | 6     |
| Islas Caimán 2014         | McKenzie Meehan Tanya Samarzich               | 6     |
| Honduras 2015             | Mallory Pugh                                  | 7     |
| Trinidad & Tobago 2018    | Jordyn Huitema                                | 5     |
| República Dominicana 2020 | Melchie Dumornay                              | 14    |
| República Dominicana 2022 | Michelle Cooper                               | 8     |
| República Dominicana 2023 | Sheika Scott                                  | 6     |
| Costa Rica 2025           | Montserrat Saldívar                           | 8     |

### Mejor jugadora (Balón de Oro)
| Edición                   | Jugadora            |
| ------------------------- | ------------------- |
| Guatemala 2010            | Sydney Leroux       |
| Islas Caimán 2014         | Rose Lavelle        |
| Honduras 2015             | Mallory Pugh        |
| Trinidad & Tobago 2018    | Miriam García       |
| República Dominicana 2020 | Mia Fishel          |
| República Dominicana 2022 | Michelle Cooper     |
| República Dominicana 2023 | Alice Soto          |
| Costa Rica 2025           | Montserrat Saldívar |

### Guante de Oro
| Edición                   | Jugadora          |
| ------------------------- | ----------------- |
| Islas Caimán 2014         | Katelyn Rowland   |
| Honduras 2015             | Rosemary Chandler |
| Trinidad & Tobago 2018    | Emily Alvarado    |
| República Dominicana 2020 | Wendy Toledo      |
| República Dominicana 2022 | Anna Karpenko     |
| República Dominicana 2023 | Itzel Velasco     |
| Costa Rica 2025           | Noelle Henning    |

### Premio al juego limpio
| Edición                   | Equipo         |
| ------------------------- | -------------- |
| Islas Caimán 2014         | Estados Unidos |
| Honduras 2015             | Canadá         |
| Trinidad & Tobago 2018    | México         |
| República Dominicana 2020 | México         |
| República Dominicana 2022 | México         |
| República Dominicana 2023 | Estados Unidos |
| Costa Rica 2025           | Canadá         |